# Thiers (Puy-de-Dôme)
Thiers es una comuna en el departamento de Puy-de-Dôme en Auvernia-Rhône-Alpe región, del centro de Francia.
Es uno de los cuatro subprefecturas del departamento con Ambert, Issoire y Riom. zona de Le Thiers consta de cuarenta y tres municipios divididos entre los seis cantones. Las personas son conocidas como 'Thiernois' o 'Bitords'.
Thiers es la capital francesa de la fabricación de un cuchillo con cerca de un centenar de empresas en esta área y un museo de la cuchillería; El 80% de los cuchillos hechos en Francia para el bolsillo, la cocina o la mesa son fabricados por empresas en Thiers. La experiencia de los cuchilleros Thiernois originó a partir de una tradición continua de más de siete siglos.
La ciudad se divide en dos partes bien diferenciadas: la ciudad baja (donde hay hipermercados) y la ciudad alta (medieval). "Extendido" más de 7 km de largo, en un acantilado con vistas a las montañas de los alrededores y pueblos cercanos, Thiers había sido durante mucho tiempo una ciudad turística gracias a su centro, muy pintoresco, y su sector de la cuchillería. La ciudad es ahora el sexto destino turístico en Auvernia.

## Urbanismo

### Morfología urbana y barrios
La geografía de Thiers está marcada por su escalonamiento a lo largo de las empinadas colinas con vistas al valle Durolle. El alto gradiente proporciona la fuerza impulsada por agua necesaria para el molino de moler y cuchillos. La ciudad está dividida en muchos barrios.

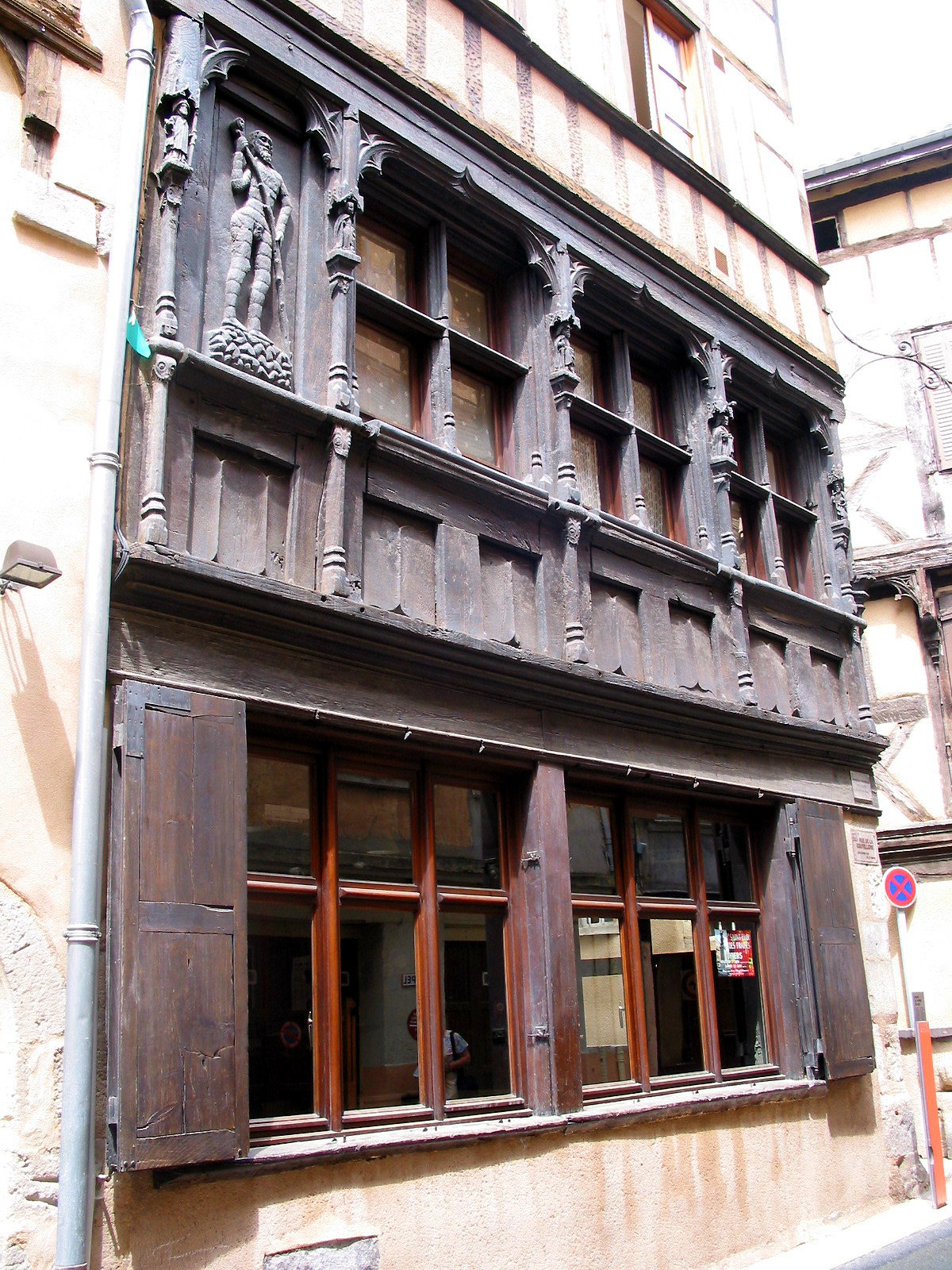
Casa de madera en el centro medieval de Thiers.

#### La ciudad alta
La ciudad alta se compone de varios barrios como el centro medieval, Boulay, el Pontel los Jaiffours. Gran parte de la historia de la ciudad ocurrió en las colinas de la ciudad dada la larga historia de la implementació humano. De hecho, la ciudad baja desarrolló a partir de los 50-60 años.

#### La ciudad baja
La ciudad baja comenzó su desarrollo a partir de los años 50 Comúnmente llamada la ciudad de los hipermercados, debido al gran número de supermercados e hipermercados, la ciudad baja se compone principalmente de empresas, comercios y servicios.

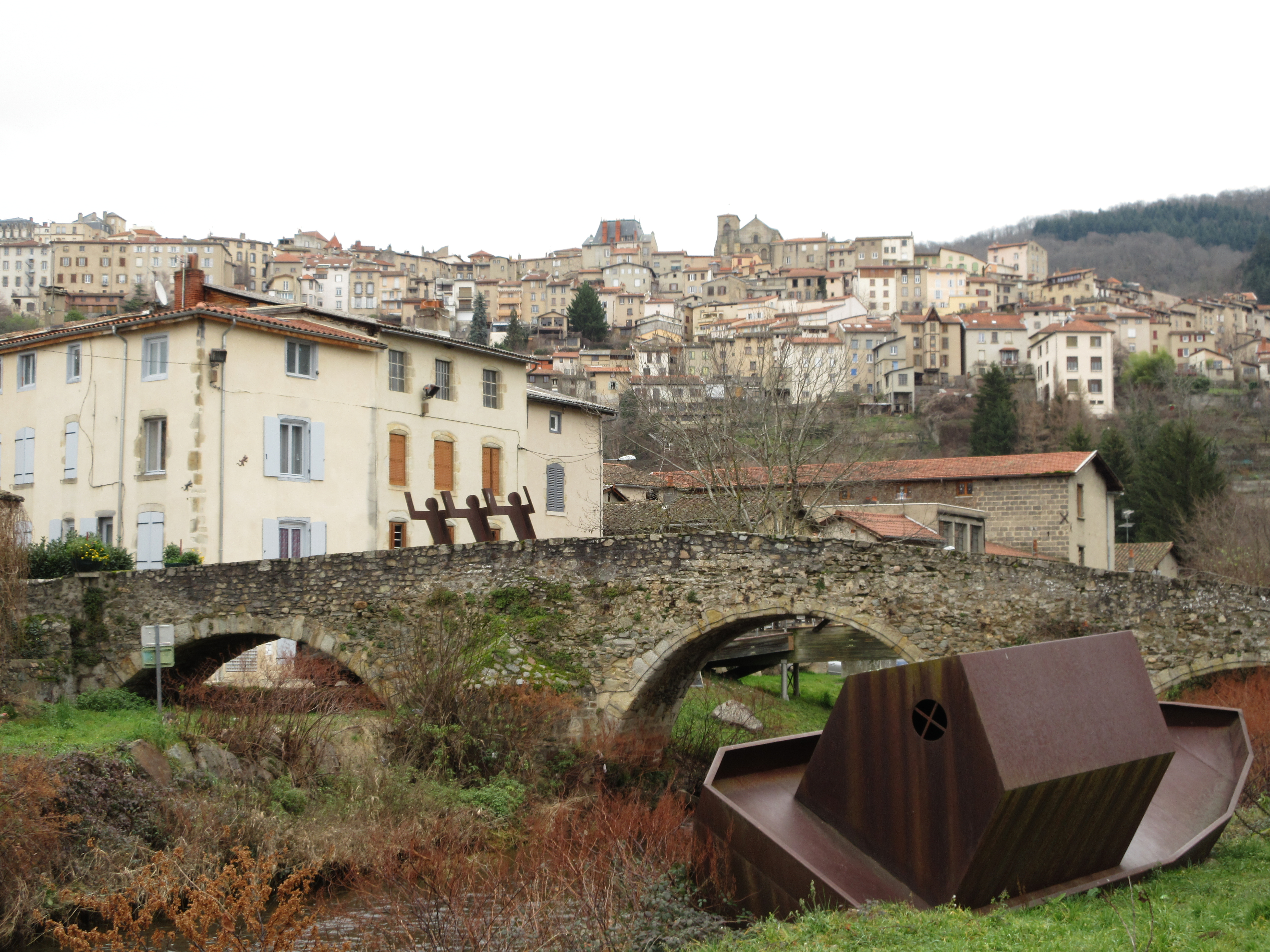
Moutier puente en el centro de la ciudad.

#### Le Moutier
Le Moutier es una zona privilegiada para la ciudad de Thiers. Está situado entre la ciudad baja y los muchos pasajes de centre-ville. La boca del infierno y las plantas de los valles son parte de la iglesia de Saint-Symphorien, cerca de la abadía y de Le Moutier. Muchos  talleres de fabricación de cuchillos están siempre presentes.

#### Otros
A Thiers se le atribuyen muchos lugares conocidos,como Bellevue, belins, Breuil, el fin del mundo, Chassignol, Chateau-Gaillard, en Spa, Cizolles, Chochat, Courty, Dégoulat, Felet , Gardelle, los garniers, el Gran Cambio, gota, Granetias los Horts, Jambost, Lamirand, Lombardo, Matussière, Membrun, los Molles, Nadal, el Nohat, Panthèze, Pigerolles, Piñón, Pisseboeuf, Ravailloux los ribbes la Rigaudie, la Roche Noire, las Salomón, sauvage-Billetoux, Soulon, les Tavards, trois villes, Varenne, el Vidalie la redonda de roble, etc.

### Riesgos importantes
La ciudad de Thiers está sujeto a diversos riesgos naturales. movimientos de tierra pueden ocurrir debido a que el relieve de la ciudad. Thiers tenía dos deslizamientos de tierra en 1984 para el norte de la ciudad, a lo largo de la A89 y un deslizamiento de tierra en el Valle de los Molinos. Los terremotos pueden ocurrir en la ciudad, Thiers se clasifica en la zona 3 sísmica: sismicidad moderada, más que la ciudad no está lejos de muchos volcanes. Thiers ya ha sido objeto de inundaciones, de hecho, la ciudad es atravesada por el Dore, el Durolle y numerosos arroyos. los fenómenos meteorológicos excepcionales se producen cada pocas décadas sobre la ciudad. Vientos de 150 km / h se registraron en el centro de la ciudad en 1999. También en 1999, toda la montaña con vistas a la ciudad era el blanco de los incendiarios llegó a fuego en el bosque no lejos Margerides el acantilado del mismo nombre . zona de riesgo de la ciudad de Thiers se clasifica cuando el incendio forestal.
Además de los riesgos naturales, la ciudad está expuesta a riesgos relacionados con las actividades humanas. La ciudad está sujeto al riesgo de rotura de la presa. De hecho, la presa Membrun (16m de altura), en el Durolle a un kilómetro de los primeros edificios de la ciudad representa un riesgo para la población por debajo de ella. A principios de la ciudad, la presa Muratte representa ningún riesgo para el municipio dada su distancia con él. El riesgo industrial está presente en la ciudad, incluso si no hay desastres son identificar. La ciudad de Thiers está preocupado por la presencia de varias instituciones "las instalaciones clasificadas para la protección del medio ambiente" (CIEP) y se encuentra en zonas de bajo riesgo. Thiers, con el paso de la A89, la ruta nacional 106 (D906) y la Ruta Nacional 89 (D2089) está sujeto al riesgo de transporte de materiales peligrosos.

#### Parques y jardines públicos
- La Plaza Verdun (Rue Grammont, centro). Un monumento a la guerra de 1914-1918 se instala.[9]
- Les Jardins de Saint-Jean (jardines colectivos de área de San Juan). Están ubicados debajo de la cama del hospital viejo Thiers hasta que el Durolle. Este parque está adosada y que tiene la calle Durolle norte a la zona de San Juan, al sur.[10]
- El parque Orangerie se encuentra en el distrito de Moutier. El anfitrión parque de una mansión convertida en una casa de retiro, y abierto al público Orangerie. El parque cuenta con una vista de las anteriores Thiers centro en la montaña, así como la iglesia de Saint-Symphorien y la abadía de Moutier justo en frente de la entrada principal.[11]
- Le Breuil parque es un antiguo camping un parque público. Local vestuarios / duchas / baños camping son todavía visibles en el fondo del parque. El salón de actos (y bolos) Jo-cognet está instalado en el parque.[12]
- Castillos situados en la ciudad de Thiers ofrecen parques con un cierto caché. Así, el Castillo Chassaigne ofrece a los visitantes un hermoso jardín Inglés, por ejemplo.
- Campo de la pre feria es un parque situado entre el parque de la Orangerie y el parque Breuil. Sirve, en particular, a la casa de la feria en el segundo fin de semana previo en septiembre.
- La plaza de la estación es una pequeña zona verde frente a la Gare de Thiers.
- La plaza de Saint-Exupery ofrece unos pequeños espacios verdes y "espacio" más complejo. Es el viejo 'Forail' Thiers, es decir, el lugar donde una vez que el ganado se vende allí. Una calle cerca del lugar se llama "Rue du Forail" y recordar el destino inicial en su lugar. El juego 'Intercity' edición 1973 se llevó a cabo en la plaza antes de que el "espacio" se construye.

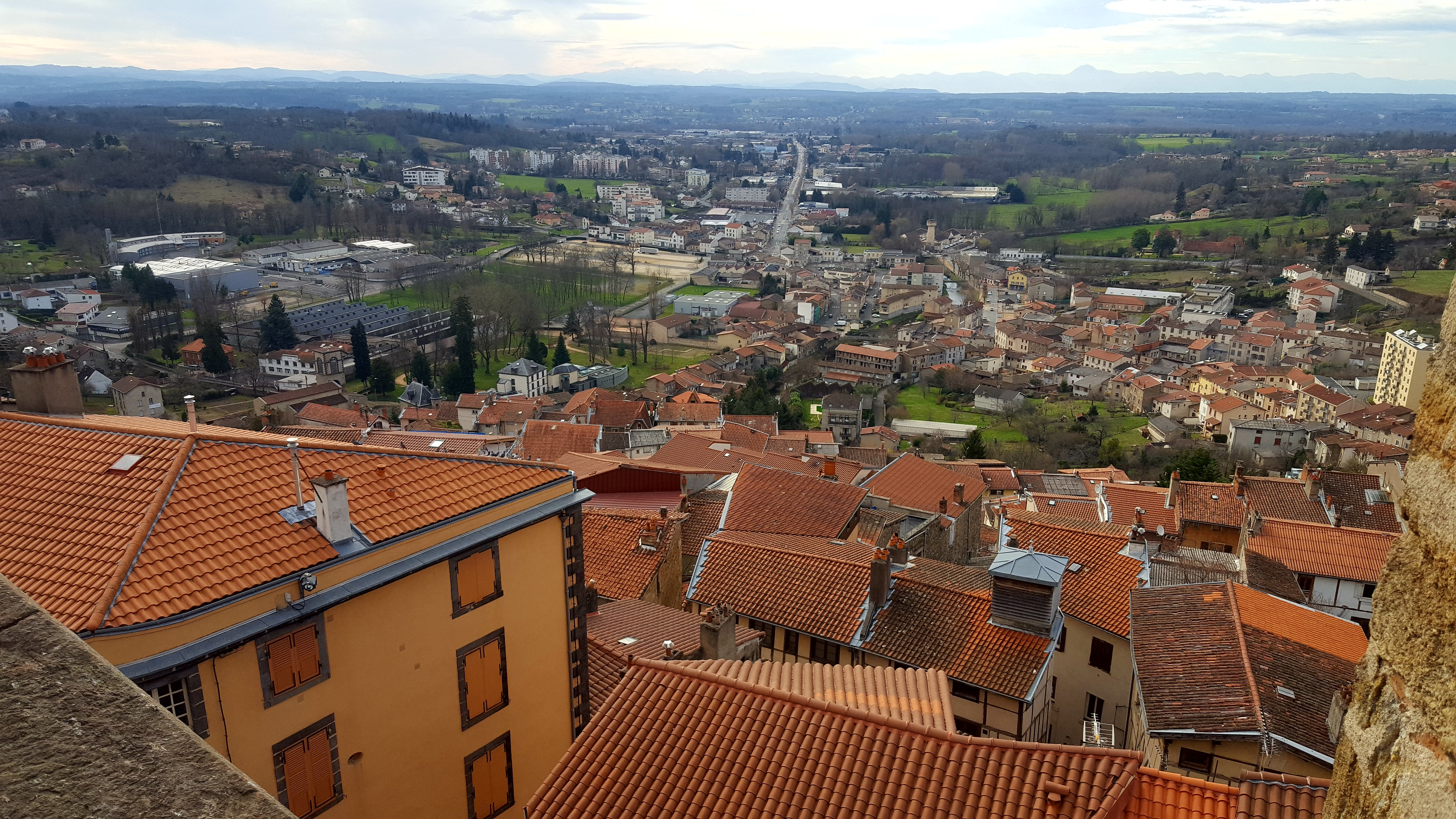

#### La zona de influencia
Varias áreas naturales que rodean la zona urbana:
- la llanura de la Limagne;
- Dore el valle, en gran medida clasificado y protegido por el título de la red Natura 2000;
- Forez al este de la ciudad, los más altos relieves de las montañas Thiers;
- los Noirs Bois (Livradois);
- los volcanes, emblemáticos de todo el parque de los volcanes de Auvernia: es uno de los mayores complejos volcánicos en Europa unos 40 km al oeste de la ciudad después de la gran llanura de Limagne.

### La renovación urbana / hábitat
Desde el año 2002, Thiers ha puesto en marcha una vasta operación de renovación urbana que se traduce en la rehabilitación de muchos edificios y carreteras. El objetivo de estas acciones es generalmente revitalizar la ciudad alta es el antiguo centro y los barrios de los alrededores. Por lo tanto, espacios como el lugar Antonin Chastel, el distrito de San Juan o las calles Transvaal se han reconstruido.

### Homónimo
Thiers es el nombre de varios lugares: Thiers (Puy-de-Dôme), Thiers-sur-Theve (Oise), el barrio en el distrito de Thiers Niza Thiers de Marsella y su escuela del mismo nombre, el Muro de Thiers (fortificación París de los siglos XIX y XX), Thiers alta torre de 108 m de Nancy.
Thiers es también un apellido francés, varios individuos notables poseen este nombre:
- Adolphe Thiers (1797-1877), estadista e historiador francés;
- Louisa Thiers (1814-1926), supercentenaria Americana;
- Harry D. Thiers (1919-2000), micólogo estadounidense;
- Emiel Thiers, cofundador de Verdinaso;
- Manfred Thiers, el bajista especial moti.

## Demografía
| 11 970                    | 10 605 | 10 743 | 11 497 | 9 836 | 9 982 | 9 981 | 13 284 | 13 964 | 15 192 | 15 901 | 16 069 | 16 635 | 16 343 | 15 333 | 16 754 | 16 814 | 17 135 | 17 625 | 17 418 | 17 437 | 16 239 | 15 859 | 16 383 | 16 181 | 15 409 | 16 243 | 16 369 | 16 623 | 16 567 | 16 018 | 14 832 | 13 338 | 12 045 | 11 250 | 11 308 | 11 588 | 11 805 | 11 847 |
| (Fuente: INSEE y Cassini) |        |        |        |       |       |       |        |        |        |        |        |        |        |        |        |        |        |        |        |        |        |        |        |        |        |        |        |        |        |        |        |        |        |        |        |        |        |        |

El crecimiento del número de habitantes es conocida en todo el censo de población llevados a cabo en el municipio desde 1793. Desde el siglo 21, los censos de municipios de más de 10 000 habitantes se llevan a cabo cada año a partir de una encuesta por muestreo, a diferencia otros municipios que tienen un verdadero censo cada cinco años.
Un primer pico de la población se alcanzó en 1911 con 19 837 habitantes. Comenzó una tendencia a la baja hasta el final de la Segunda Guerra Mundial, después de lo cual se levantó de nuevo para llegar a su segundo pico de 16 623 en el año 1968. Desde la década de 1980 a 2010, la población municipal ha disminuido considerablemente pero aumentó desde entonces.

## Historia

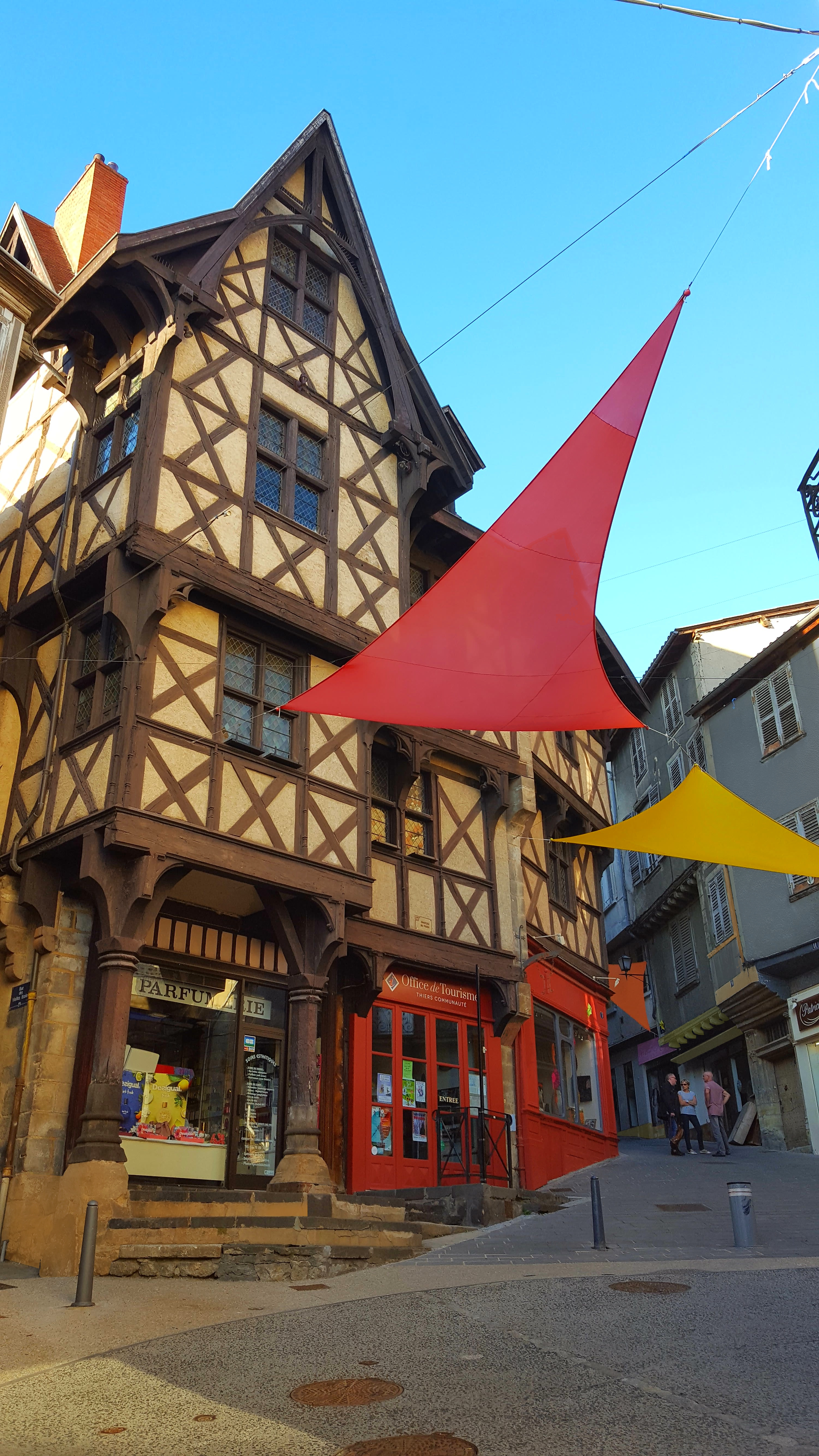
El castillo Tudor nombrado el "Chateau du Pirou", en el centro de Thiers.

### Antigüedad
Thiers se encuentra en el extremo oriental de la ruta de la calzada romana de Lezoux en la parte inferior de la ciudad. Este camino está ahora ocupado en parte por la antigua carretera nacional N ° 89, que se convirtió Ministerial de la carretera n.º 2089 y un road.62 secundaria formando una línea recta de varios kilómetros.

### Edad Media
La ciudad ha establecido sus reglas y comenzó su desarrollo en el siglo X, cuando Malfred, grand - hija del conde de Auvernia construyó el castillo, iglesia, luego se convertiría en "Iglesia de Saint-Genes Thiers.
En 1371, la baronía de Thiers pasa a la lista de los señores y duques de Borbón, duque de Borbón.

### Revolución francesa

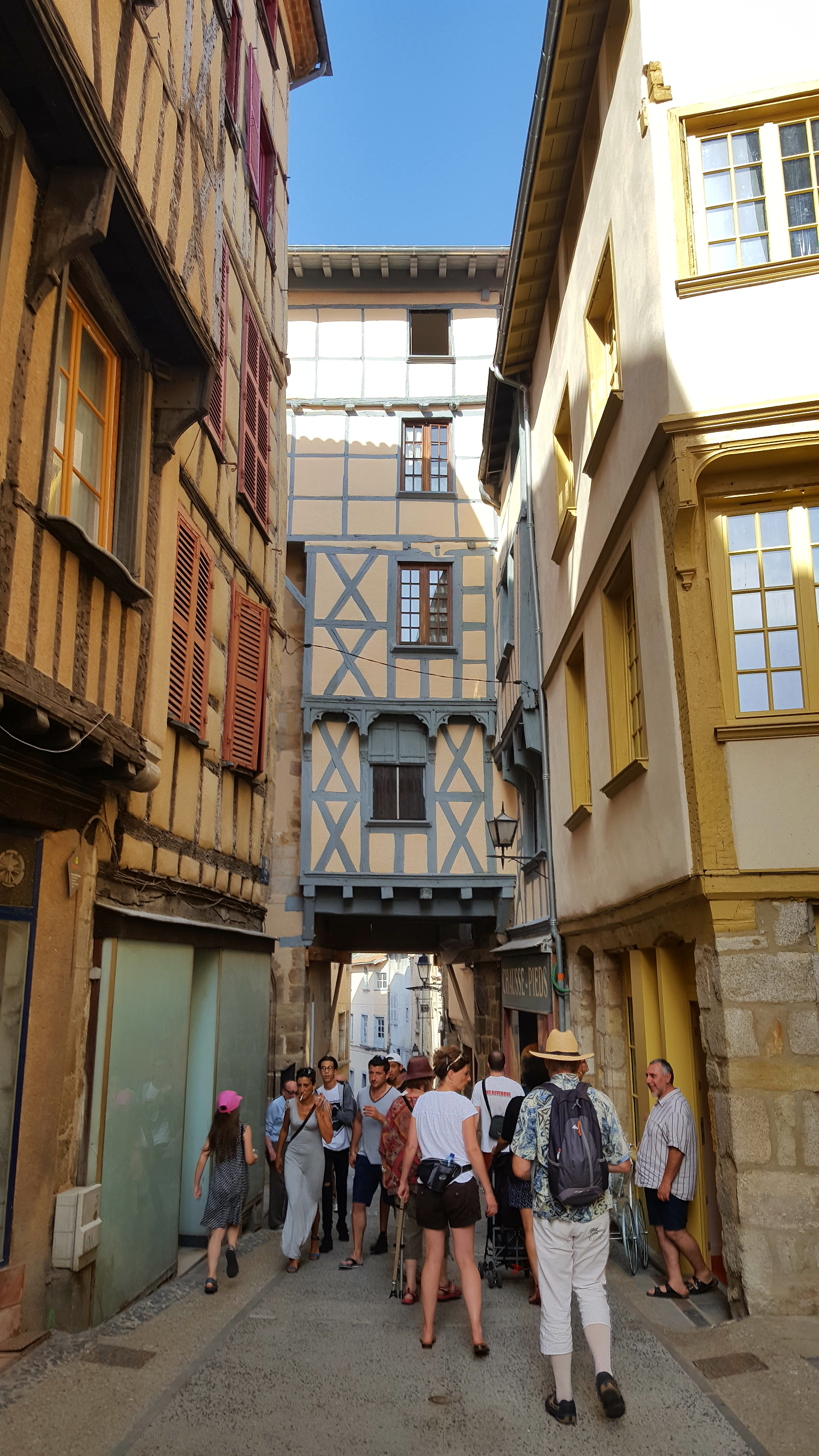
"Pedde du coin des hasards" en el centro de la ciudad.

Las actividades de represión contra los revolucionarios comenzaron muy temprano en Thiers, desde finales de junio de 1791 (después de la huida de Luis XVI y detener Varennesf). Se intensificó en febrero de 1793 visitas a domicilio contra el clero refractario y las familias de la emigración francesa (1789-1815). Esta represión precocidad dio lugar a la creación de un comité de vigilancia revolucionaria paradójicamente finales 22 de mayo de 1793, más de un mes después de la llegada de la ley en la zona. Sin embargo, no fue muy activo: sólo el arresto cárcel se abre en septiembre, por orden de los representantes en misión. El Comisionado de los representantes, Dulac, opera 49 detenciones en Thiers, principalmente en los círculos remotas y nobles que participan en las revueltas de Vollore Ciudad y Servidor (Puy-de-Dôme). Él no estaba activo hasta octubre de 1793.

### Thiers en el siglo XX
Thiers es una de las pocas ciudades, el único del Puy-de-Dôme, que se lanzará por los brazos 25 de agosto de 1944. Las peleas se opondrán a una parte de los 400 hombres de la SS-Panzergrenadier-Ausbildungs-Batallón. 18 "Horst Wessel" Formación Panzergrenadiers Batallón SS 18 fue enviado a Francia 22 de junio de, 1944 y llegó a Vichy 29 de junio de La tropa se dividió entre Thiers, Randan San Yorre, Le Mayet-de-Montagne y los Mavericks y los partidarios del FFI-FTPF batallón 103 al mando del Comandante André Rossignol (también conocido como "la paloma" "A partir de FTP y los Estados movimiento de resistencia, se unió al 104º Batallón Mayor Roger Beligat (también conocido como "Alain Derval"). hombres de líder militar FFI Serge Renaudin Yvoir (también conocido como "Victoria") será interrogado el alcalde nombrado por el régimen de Vichy va, con subprefecto Villaret, ser el intermediario entre el FFI y las tropas alemanas.